# Belvárosi plébániatemplom (Budapest)
Budapesten, a Március 15. téren található Budapest-Belvárosi Nagyboldogasszony Főplébánia-templom (gyakran emlegetik még: Belvárosi plébániatemplom néven) a Contra-Aquincum erődítmény falaira, annak helyén épült.

## Története
Legkorábbi emlékei a román kori, ma már nem fellelhető előtemplomig nyúlnak vissza. 1046-ban ide temették Gellért püspököt. A 14. században Zsigmond király támogatásával gótikus stílusban átépítették. Mátyás király uralkodása alatt két újabb oldalhajóval bővítették. A török időkben mecsetként használták, ennek emléke egy mihráb (imafülke) a szentély délkeleti falában. Egy 1723-ban bekövetkezett tűzvész után, 1725–1739 között, barokk stílusban állították helyre, Pauer János György (1692–1752) építőmester vezetésével. 1828-ban a templom sírboltjában helyezték örök nyugalomra Kultsár Istvánt, a felvilágosodás korának nagy színházszervezőjét. 1839-ben a támpillérek közeit árusító bódékkal építették be, ezeket 1932-ben bontották le. Ekkor találták meg a gótikus ablakokat és az ikerkapuzatot.
Többször restaurálták: 1805–1808 között Hild János, 1889-ben Steindl Imre, 1945 után Gerő László vezetésével. A templombelső festését 1976–77-ben felújították. 2010-ben a szentély mögötti falfülkében egy Anjou-kori trónoló Szűz Mária-freskót találtak, meglepő épségben. A templom külseje elhanyagolt állapotban volt, mígnem 2011-ben az előtte lévő park megújítása után a homlokzatot is renoválták, Mezős Tamás építész tervei szerint.
A 2014-2016 között elvégzett régészeti feltárások alkalmával megtekinthetővé vált a táborparancsnok szobája, valamint kialakításra került egy altemplom is. A felújítást követően 2016. augusztus 15-én dr. Erdő Péter bíboros jelenlétében adták át a hívek és látogatók részére a templomot.
Az Erzsébet híd újjáépítésekor a templomot (az akkorra már a világszerte rutinná vált eljárással) arrébb lehetett volna helyezni, de végül inkább az új híd tengelyével is kikerülték.

## Ereklyék a templomban
- 2002 márciusában helyezték el a templom főoltárában Szent Gellért püspök vértanú addig Muránóban őrzött sarokcsont és csigolyacsont ereklyéjét.
- 2006-tól itt látható Szent László király és Árpád-házi Szent Erzsébet egy-egy ereklyéje is.
- Az altemplomban látható az ún. Szent Kereszt ereklye, amelyet XI. Piusz pápa ajándékozott a Pálos rend számára 1934-ben.

## Harangjai
A templom 52 méter magas tornyaiban 4 harang lakik: a két nagyobb az északi, a két kisebb a déli toronyban.

### Polgármester-harang (Nagyharang)
2400 kg-os, H0 alaphangú, 160 cm az alsó átmérője, Szlezák László öntötte Budapesten, 1928-ban, Nékám Lajos (orvos, 1868–1957) adománya.

### Középharang
1200 kg-os, Disz1 alaphangú, 130 cm az alsó átmérője, ifj. Walser Ferenc öntötte Budapesten, 1927-ben.

### Kisharang
200 kg-os, Cisz2 alaphangú, 70 cm az alsó átmérője, Szlezák László öntötte Budapesten, 1927-ben.

### Lélekharang
100 kg-os, Fisz2 alaphangú, 50 cm az alsó átmérője, ifj. Walser Ferenc öntötte Budapesten, 1929-ben.

### A második világháborúban lefoglalt középső harang
A második világháborúban hadi célokra elvitték a déli toronyból a 650 kg-os, Fisz1 alaphangú, 105 cm alsó átmérőjű harangot, amelyet szintén Szlezák László öntött 1927-ben.

### Harangozási rend
Korábban technikai okok (elektromos húzómű meghibásodása) miatt csak a 2400 és a 200 kg-os harangok voltak működőképesek. Az 1200 és a 100 kg-os harangok hangját már több évtizede nem lehetett hallani. Déli és esti Úrangyalára a Polgármester-harang szólt. Az esti Úrangyala után a lélekharang helyett a kisharang szólt a halottakért való imádságra. Szentmise kezdetekor a Polgármester-harang szólt. Szintén a Polgármester-harang hangja volt hallható pénteken délután három órakor Jézus kereszthalála emlékére. A kisharang hangereje nem tette lehetővé, hogy egyszerre szóljanak, mivel az igen halk, a nagyharang hangja elnyomta volna.
A harangokat 2016 végére felújították, azóta ismét valamennyi harang működőképes.

## Galéria

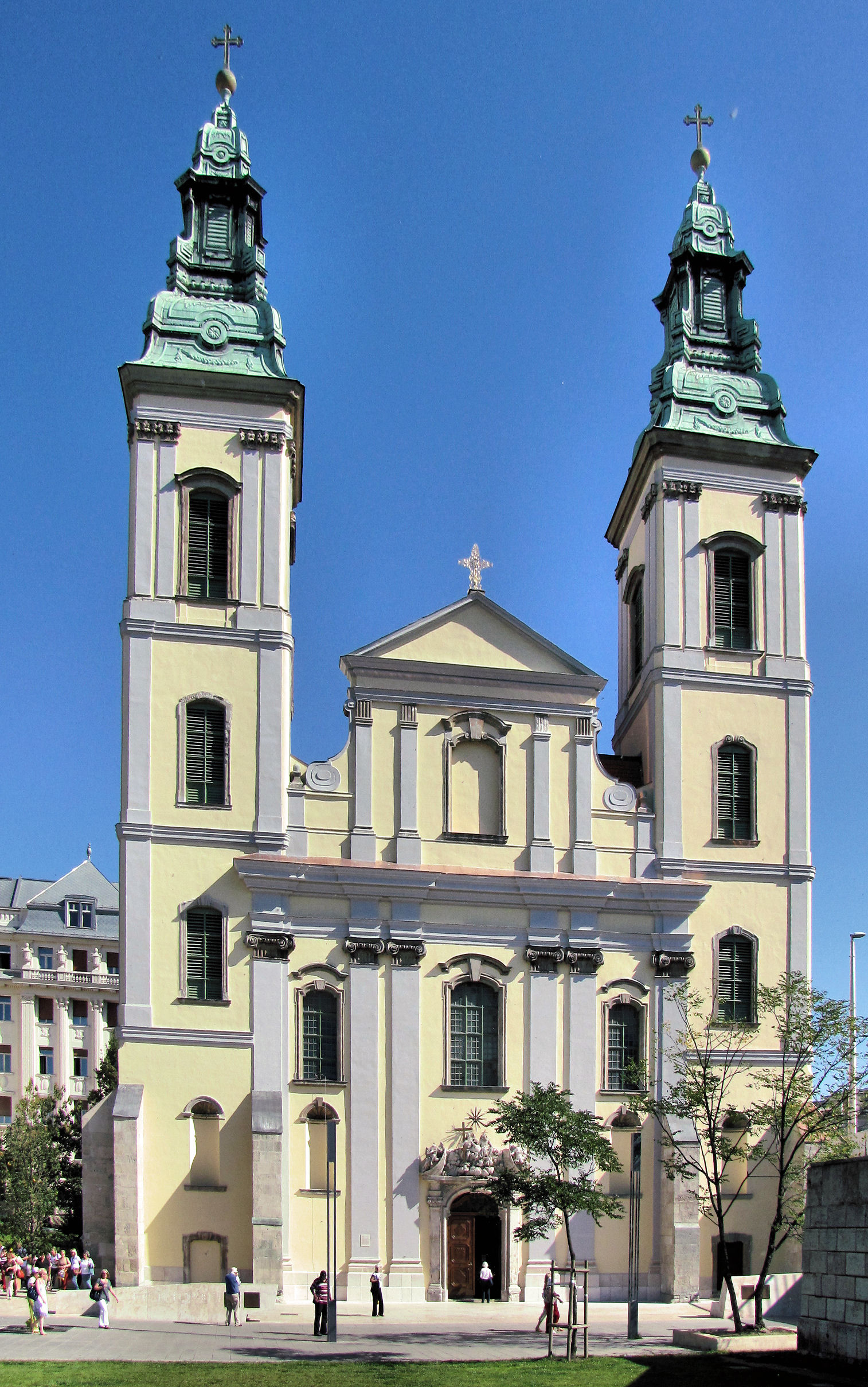
A templom a 2011-es tatarozást követően
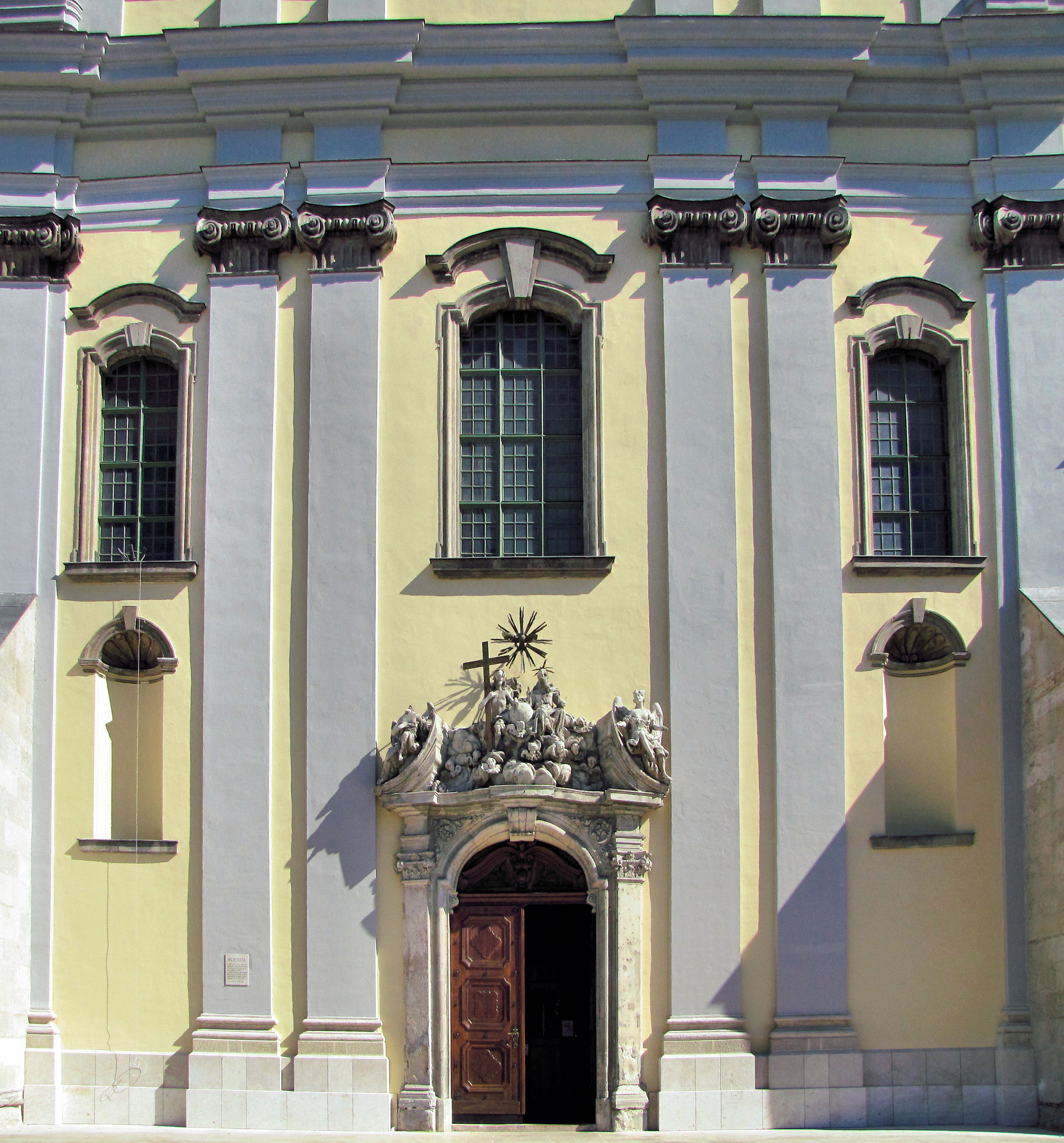
A templom főbejárata 2011-ben
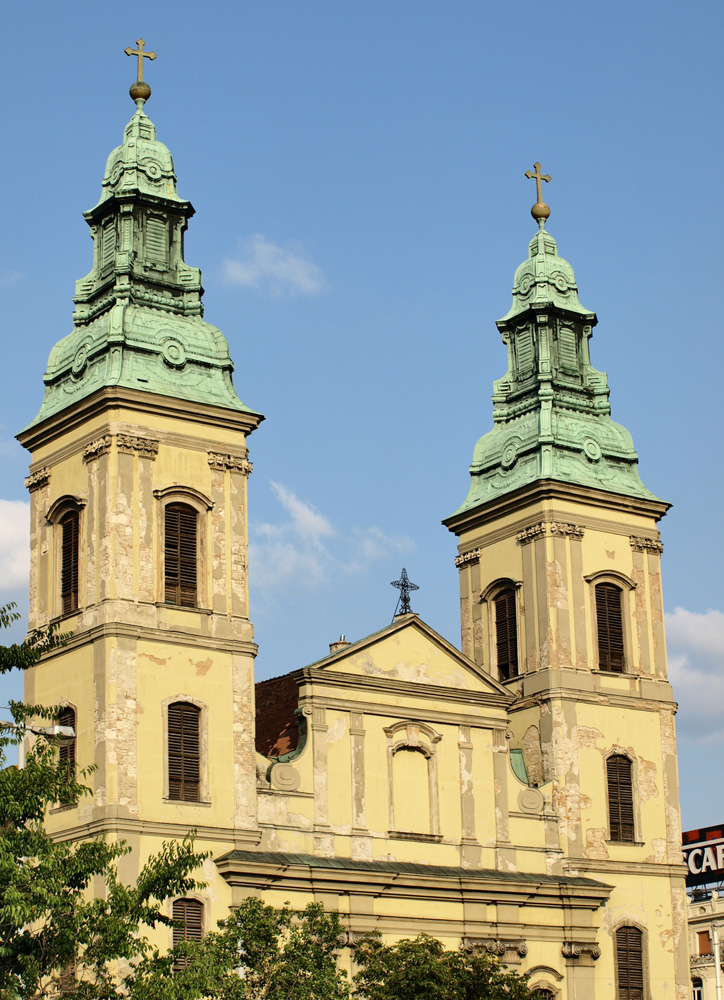
A templom homlokzata a tatarozás előtt
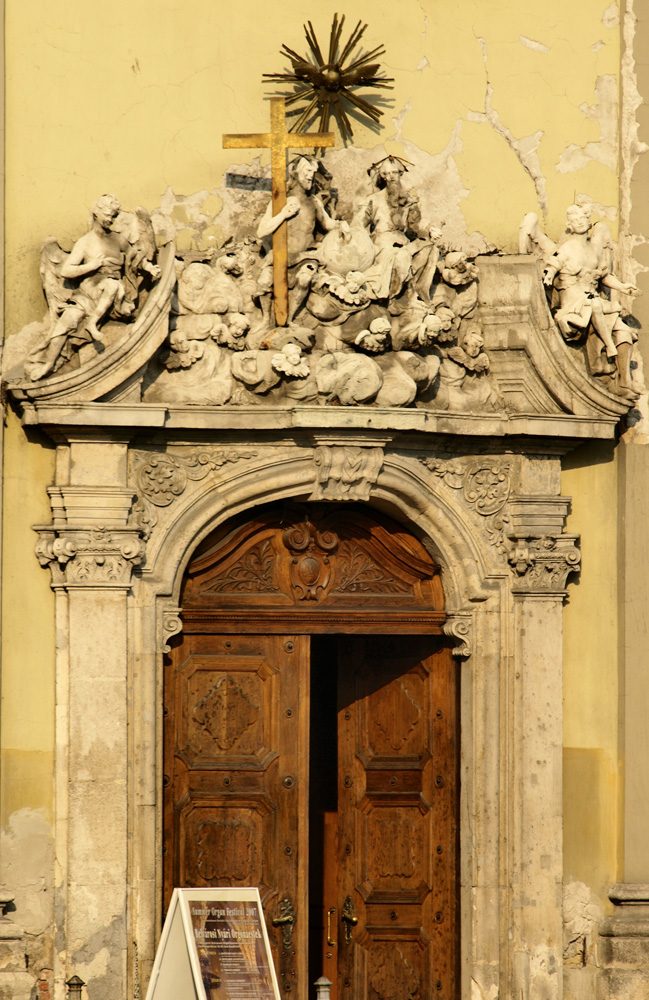
A templom főbejárata a tatarozás előtt
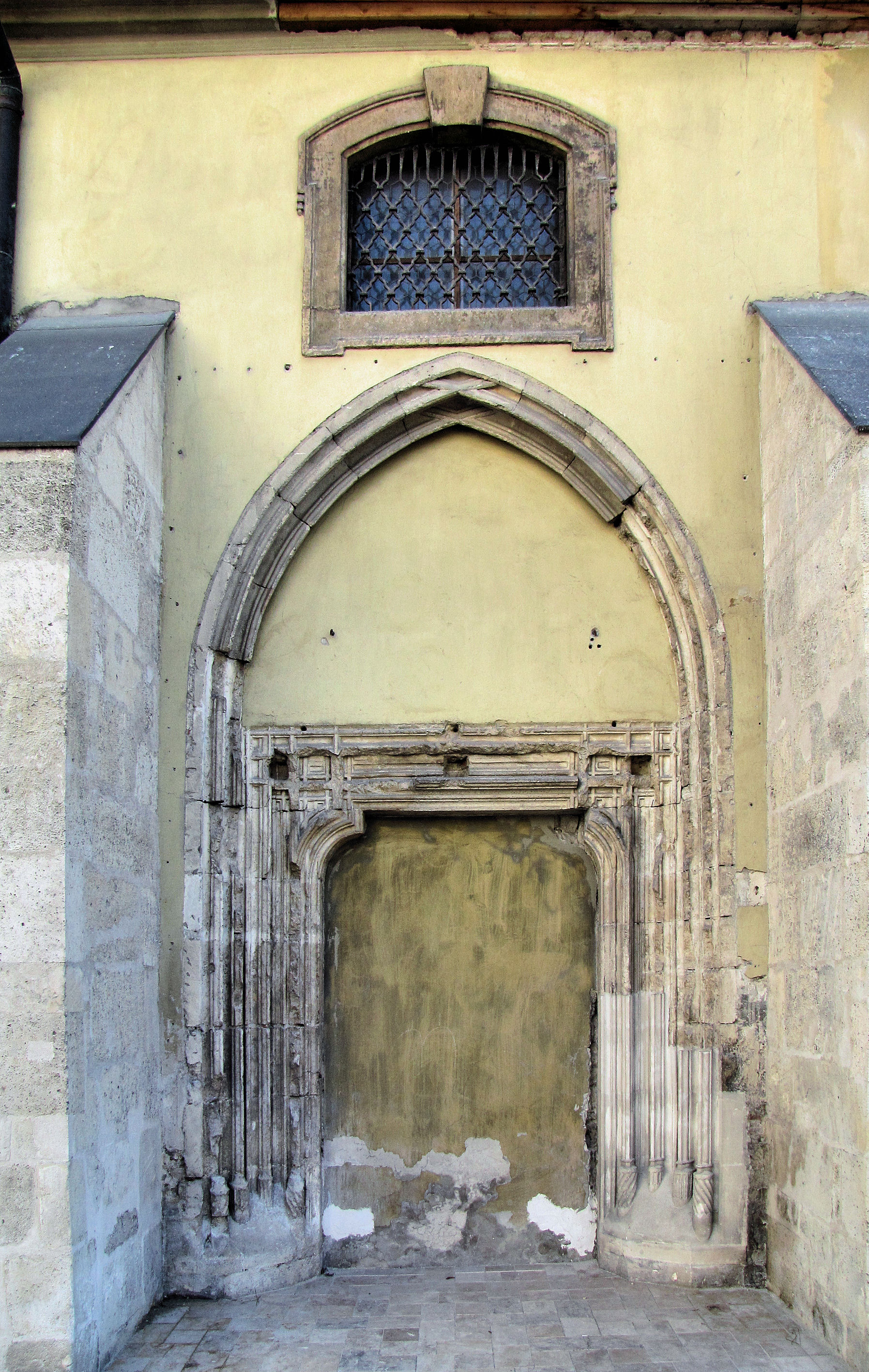
A gótikus északi kapu
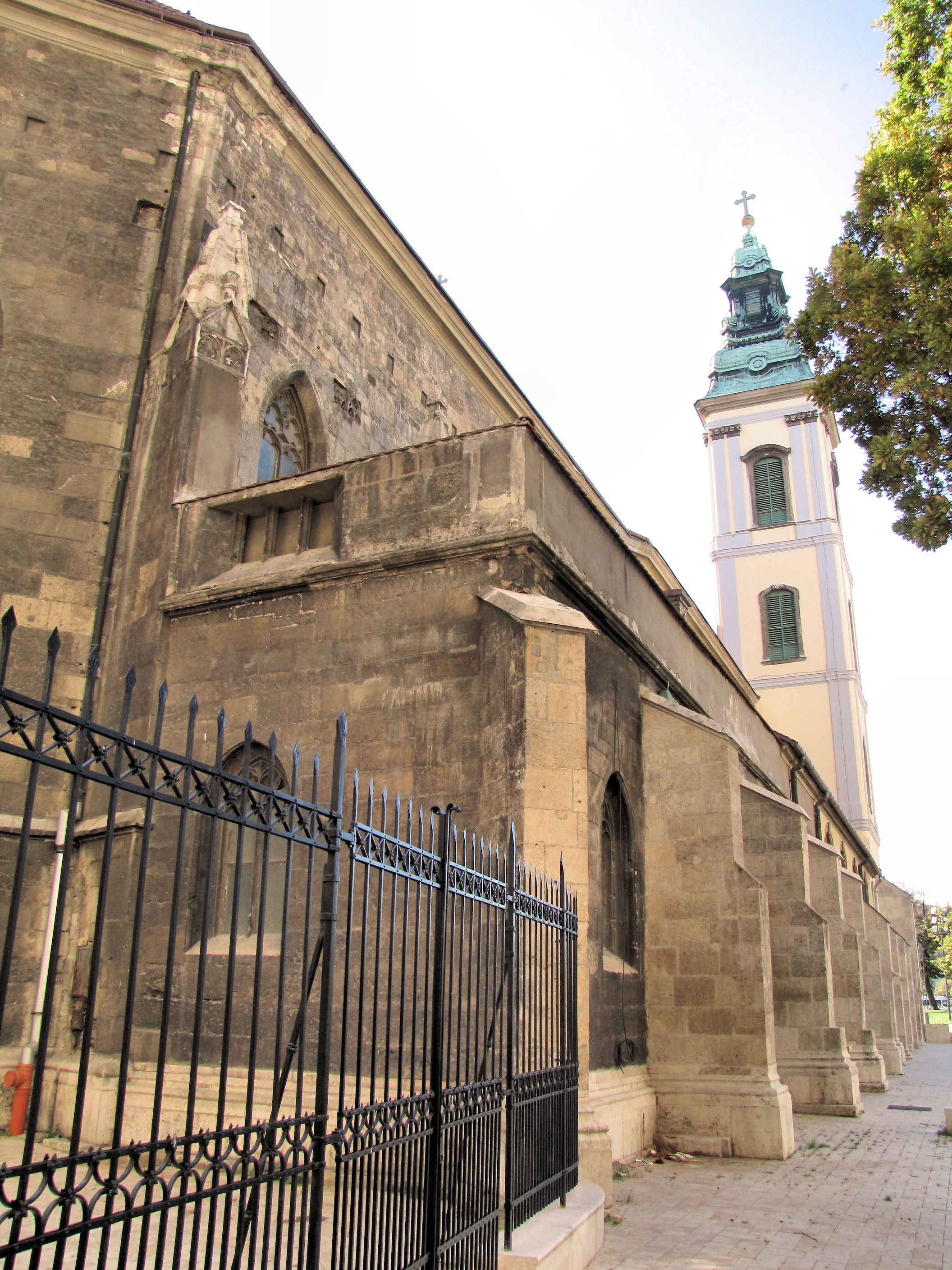
Az északi oldal (az egykori emeleti gótikus ablak maradványával)
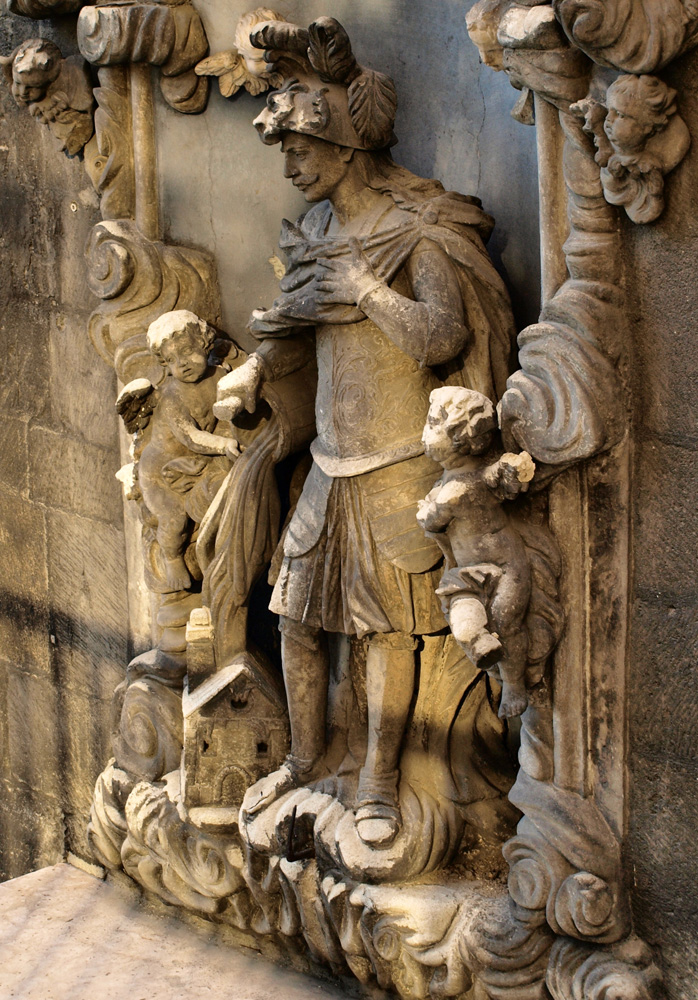
Szent Flórián szobra a templom hátulján
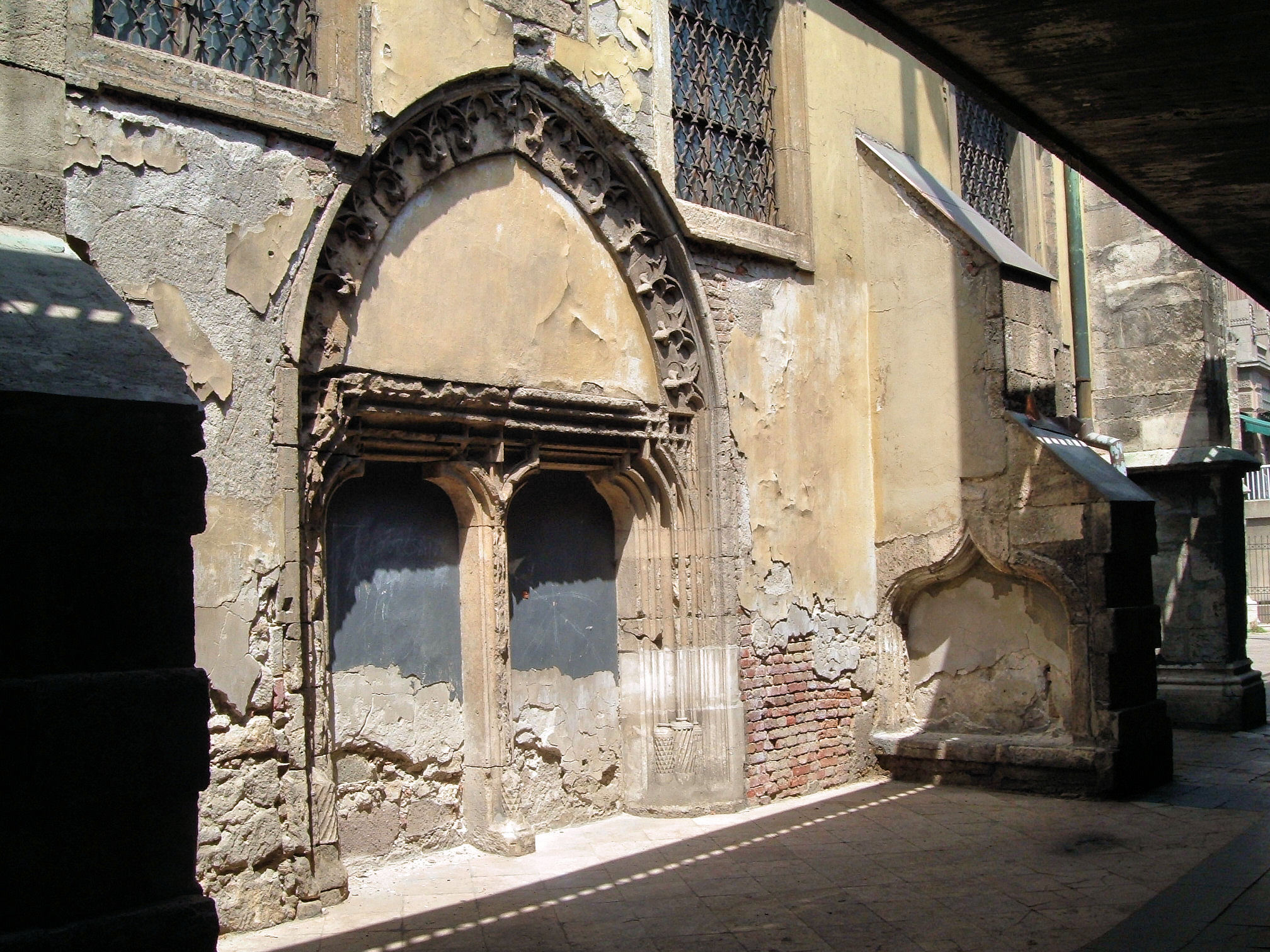
A gótikus déli kapu, a kolduspaddal
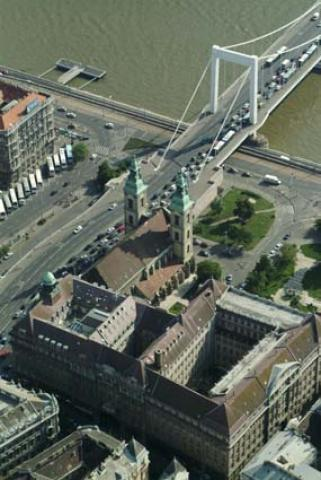
A plébániatemplom légi fotója
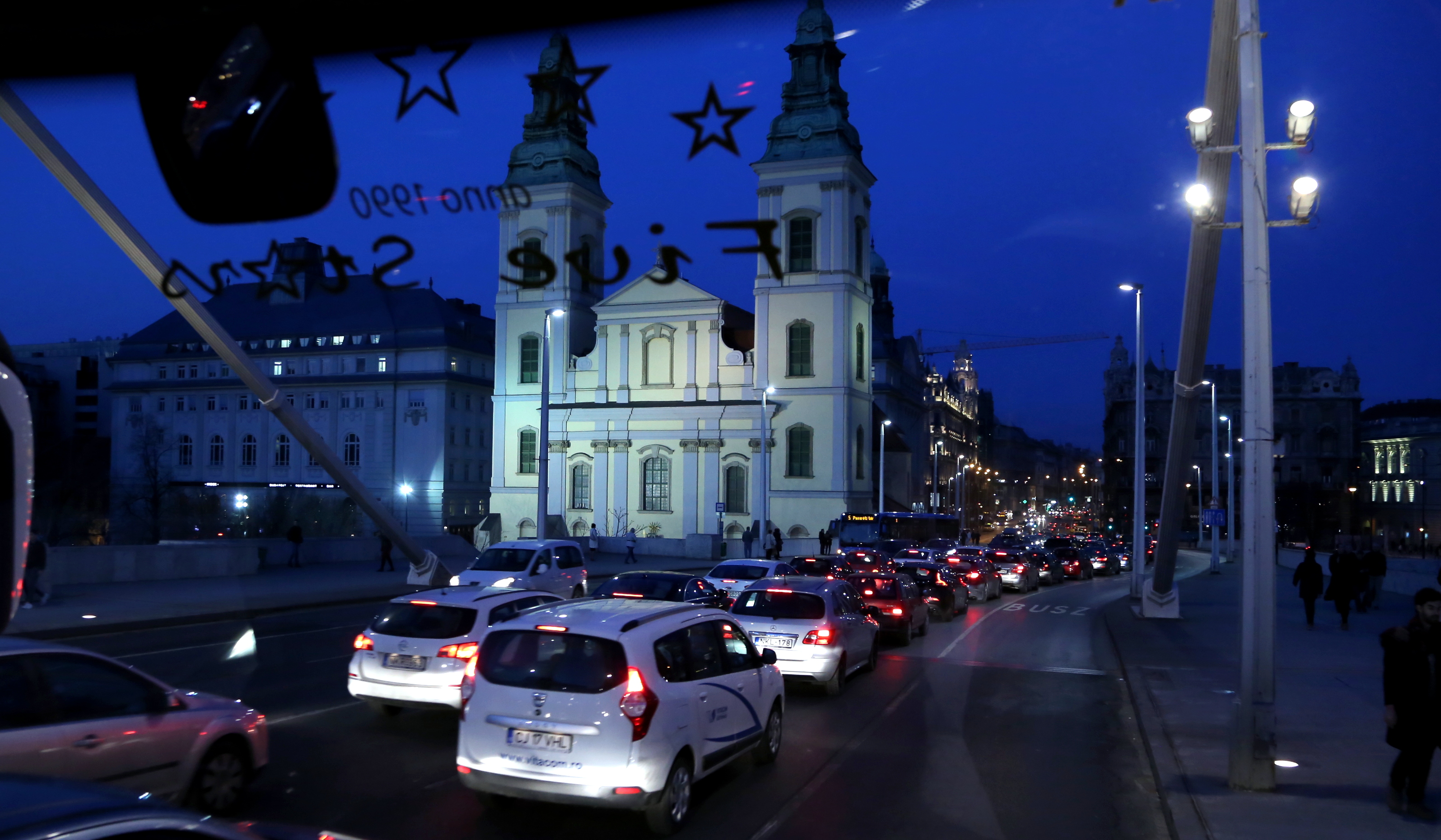
Esti forgatagban
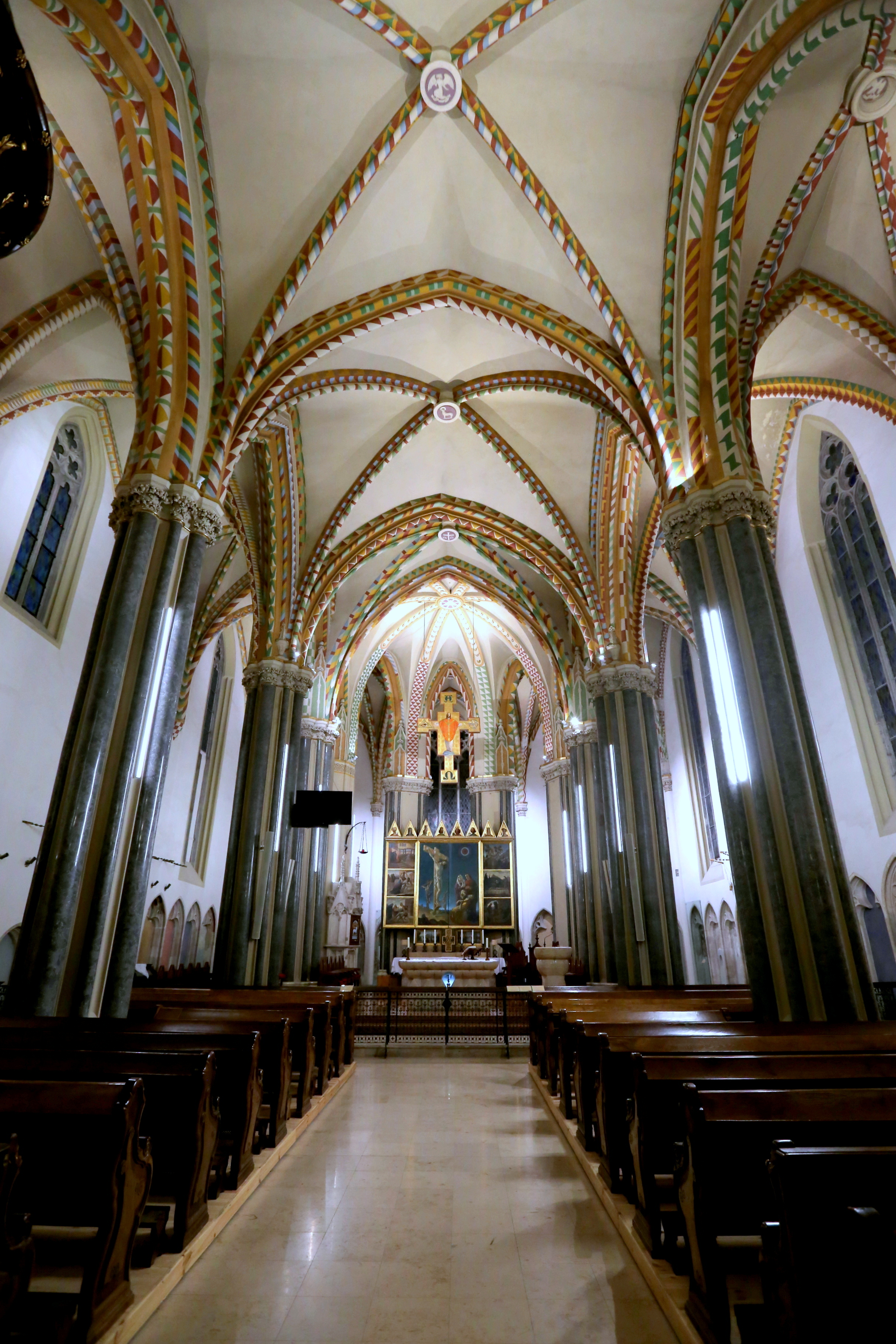
Díszes, gótikus boltozat
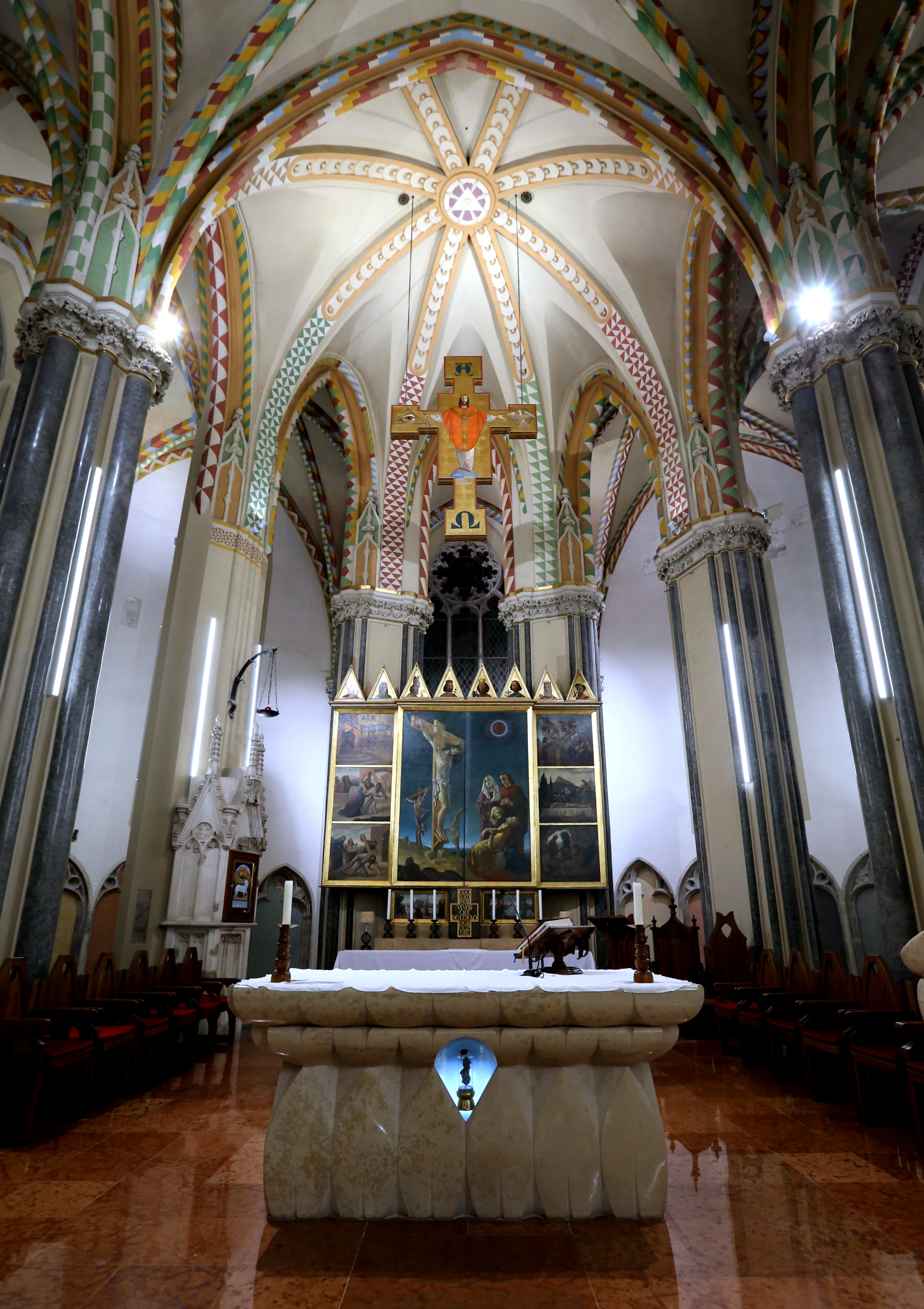
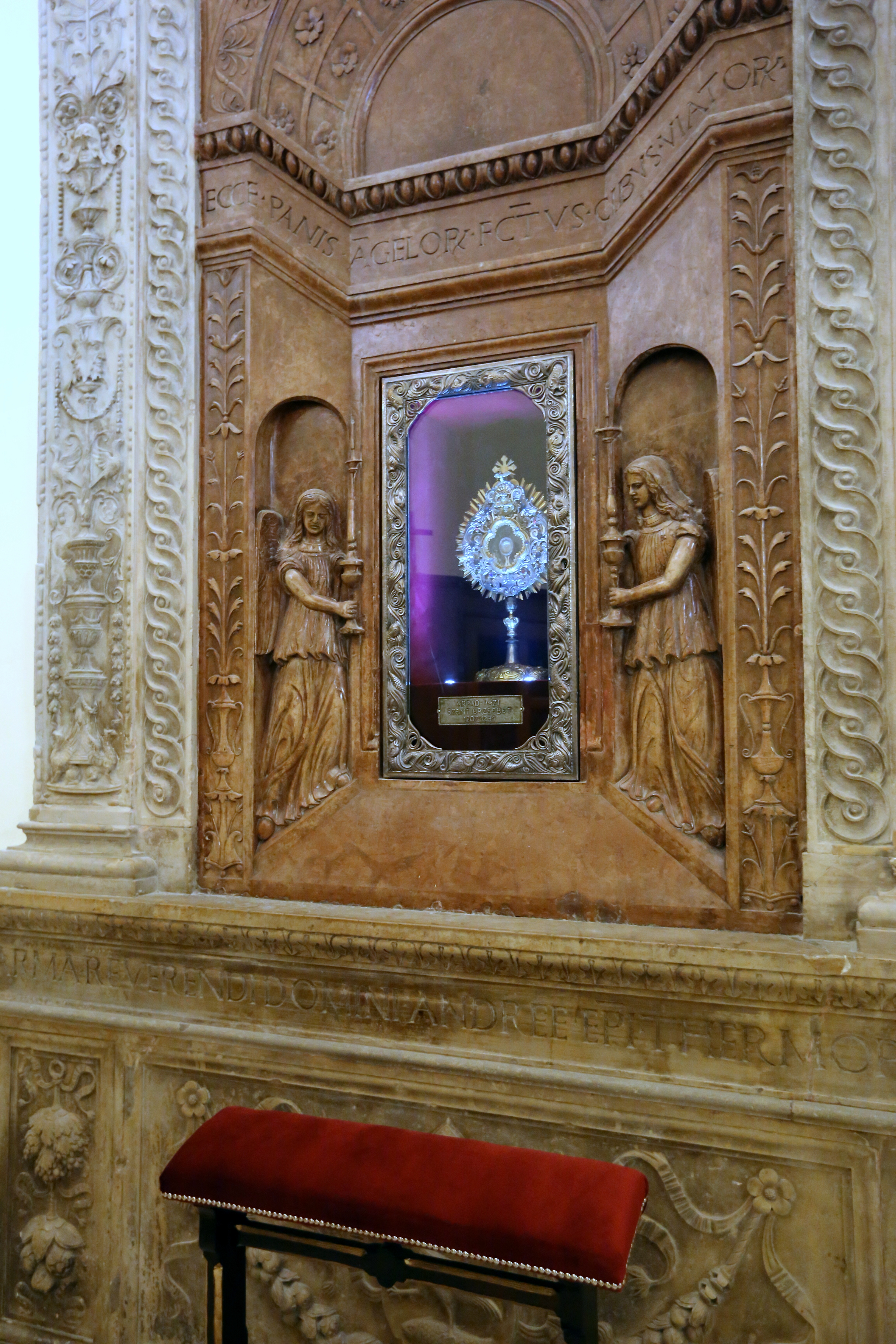
Szent Erzsébet-ereklye
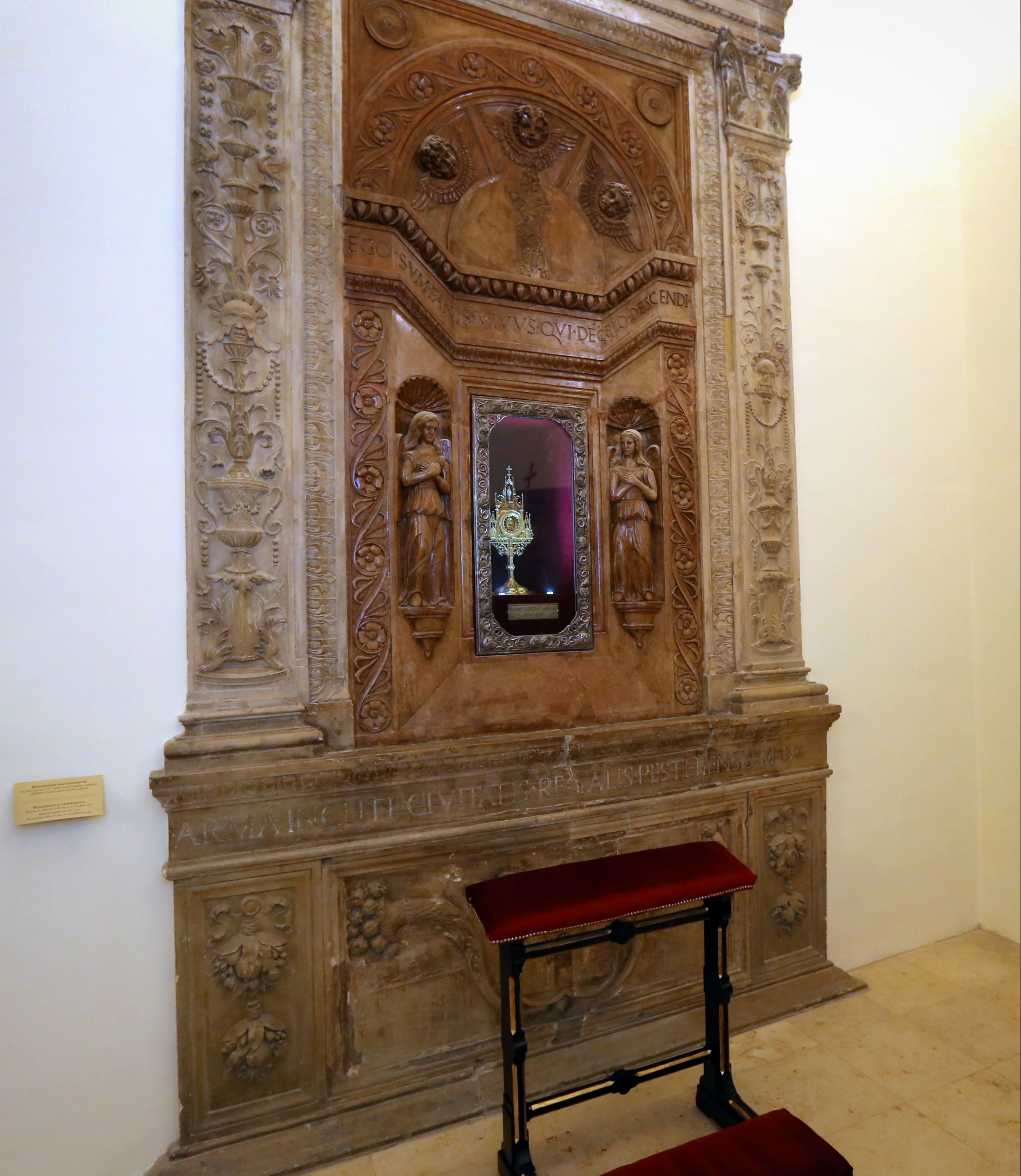
Reneszánsz pasztofórium a XVI. századból
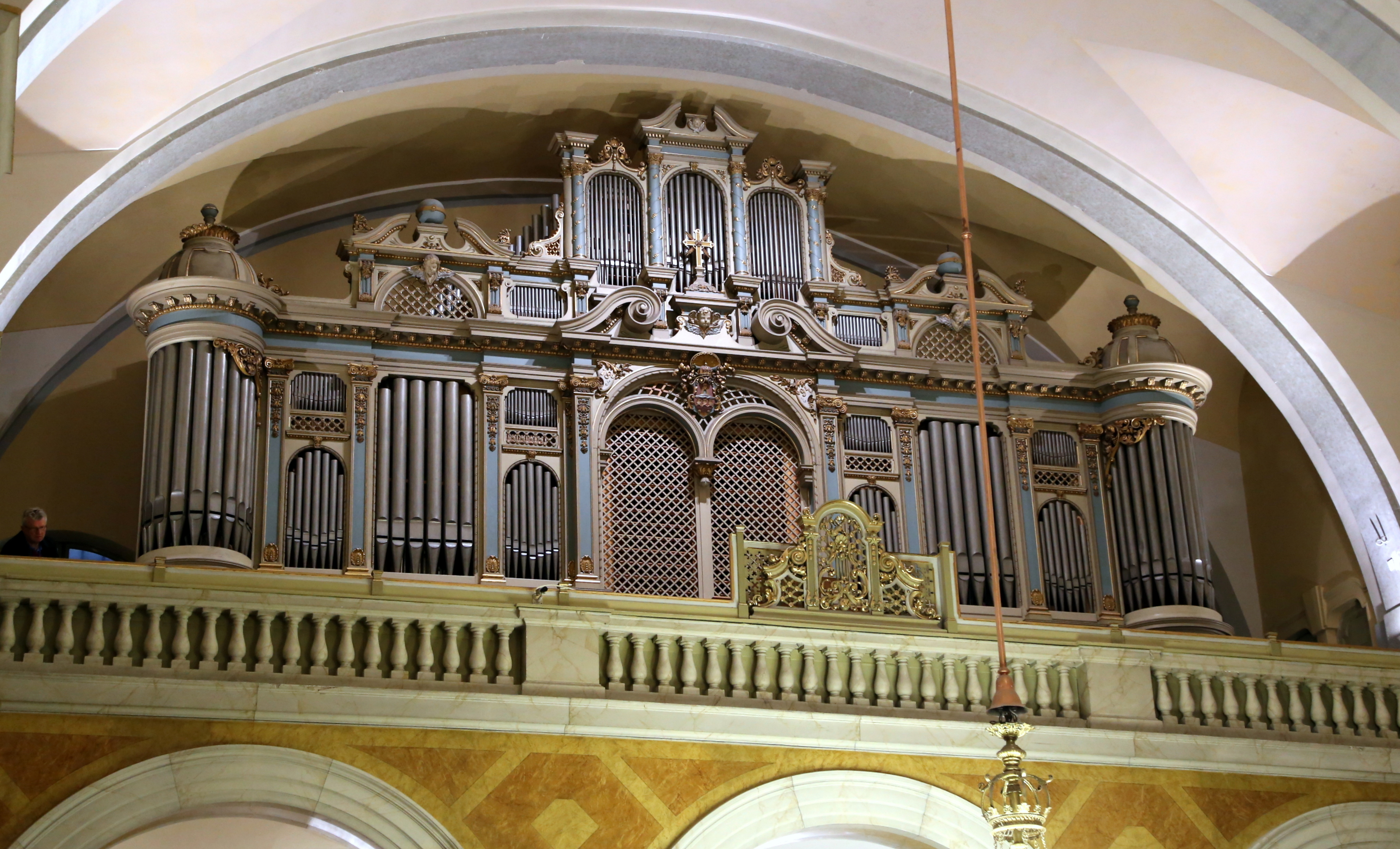
A Rieger-orgona
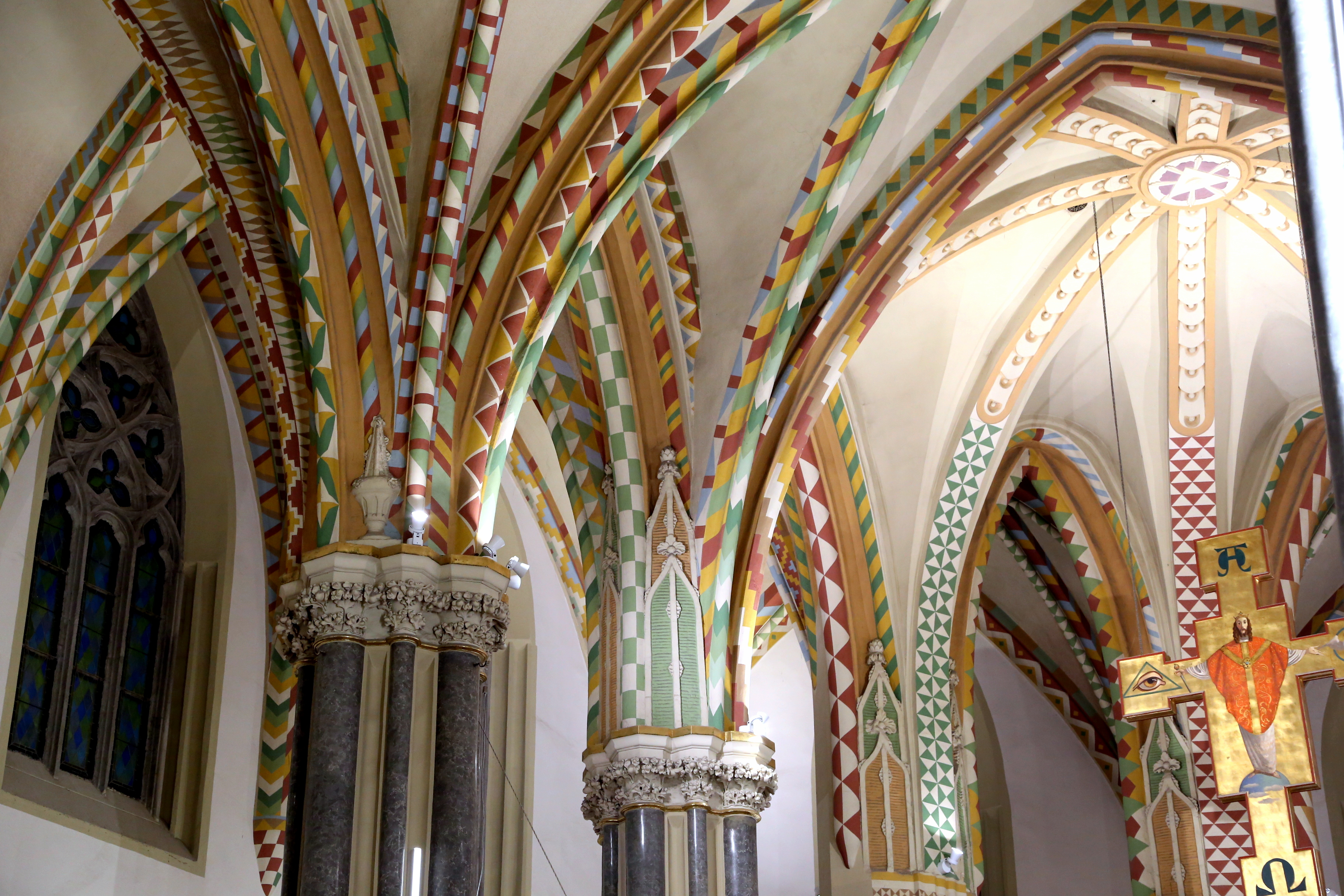
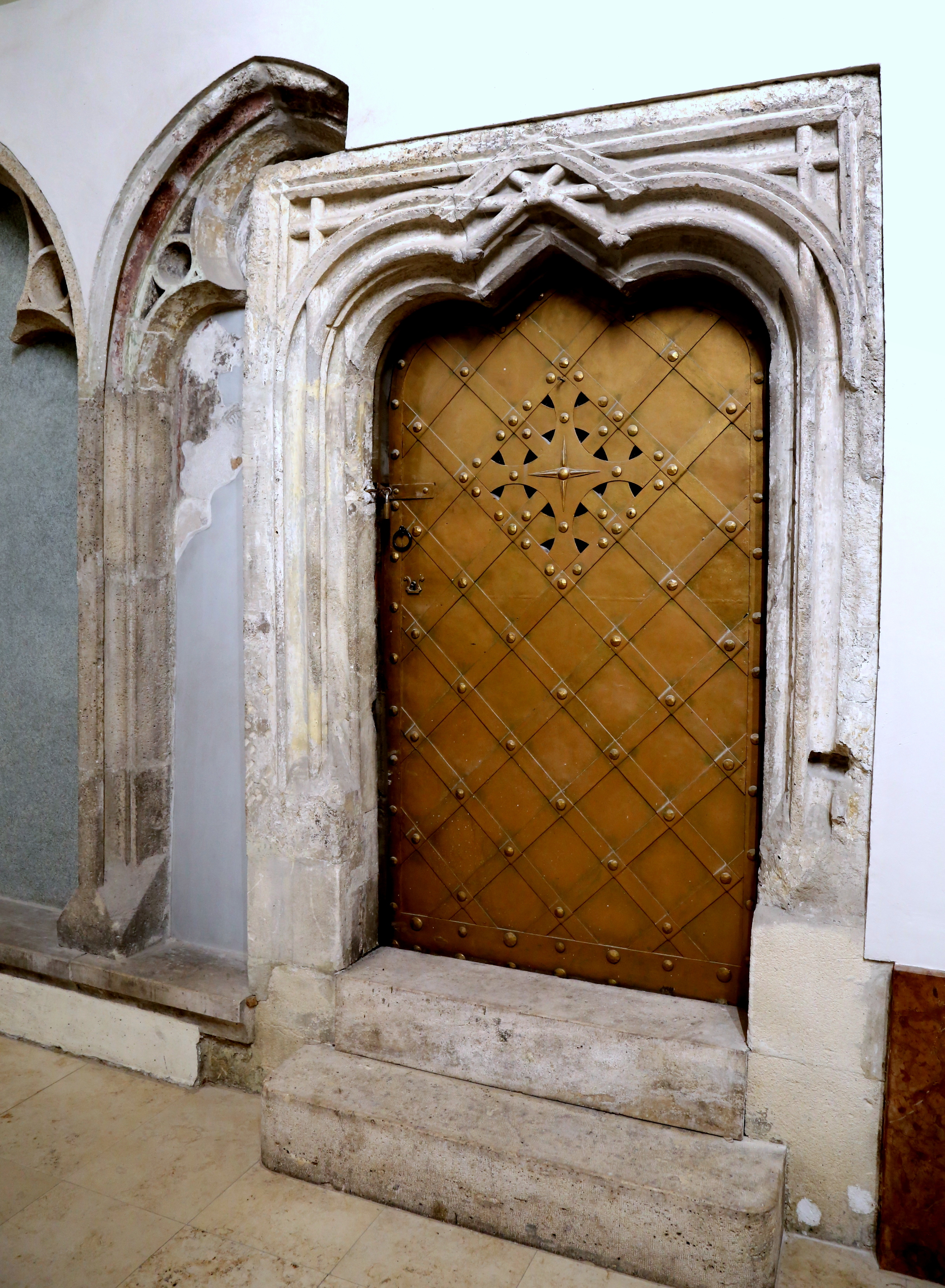
A királyi oratórium lépcsőjének bejárata
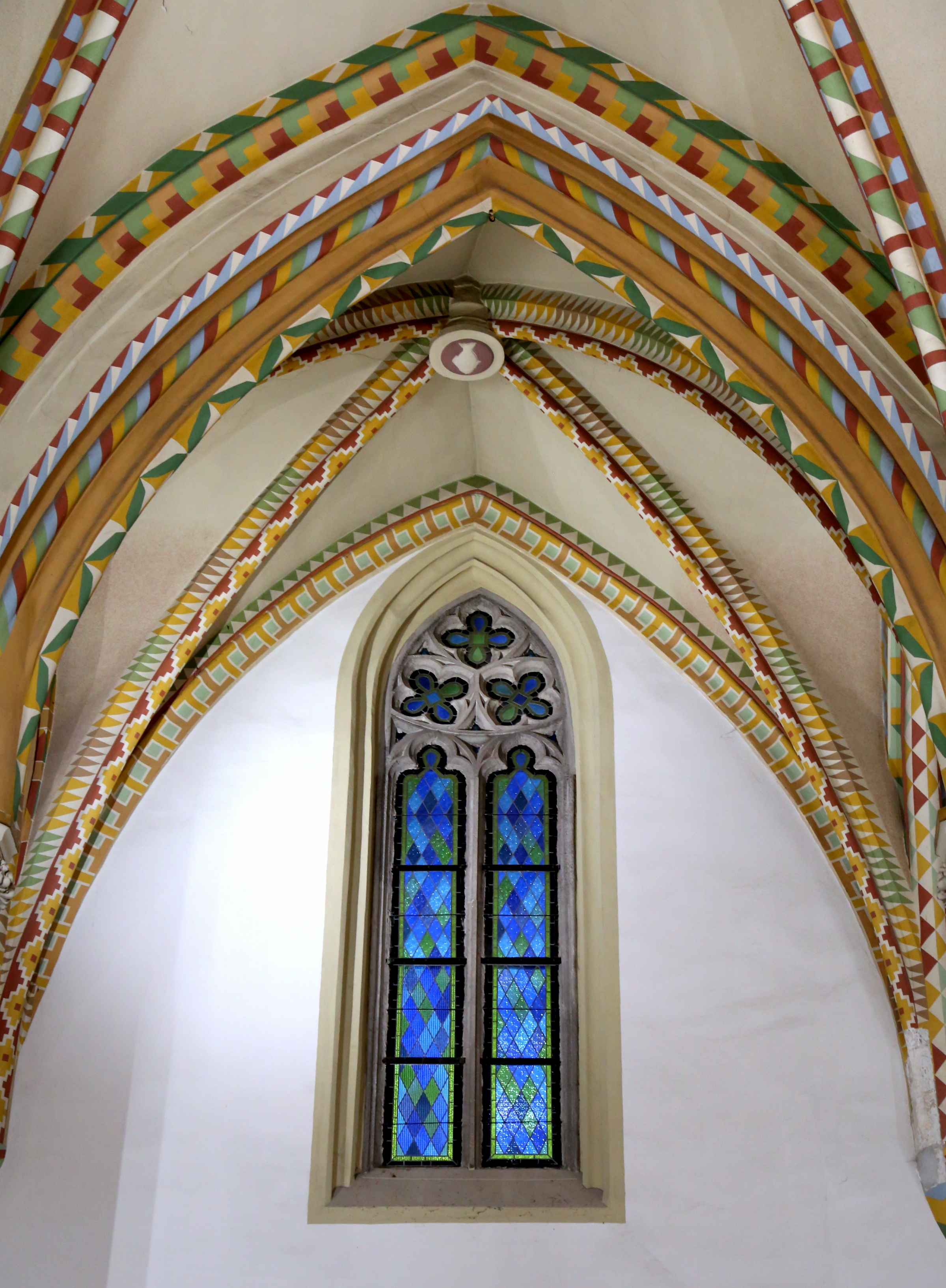
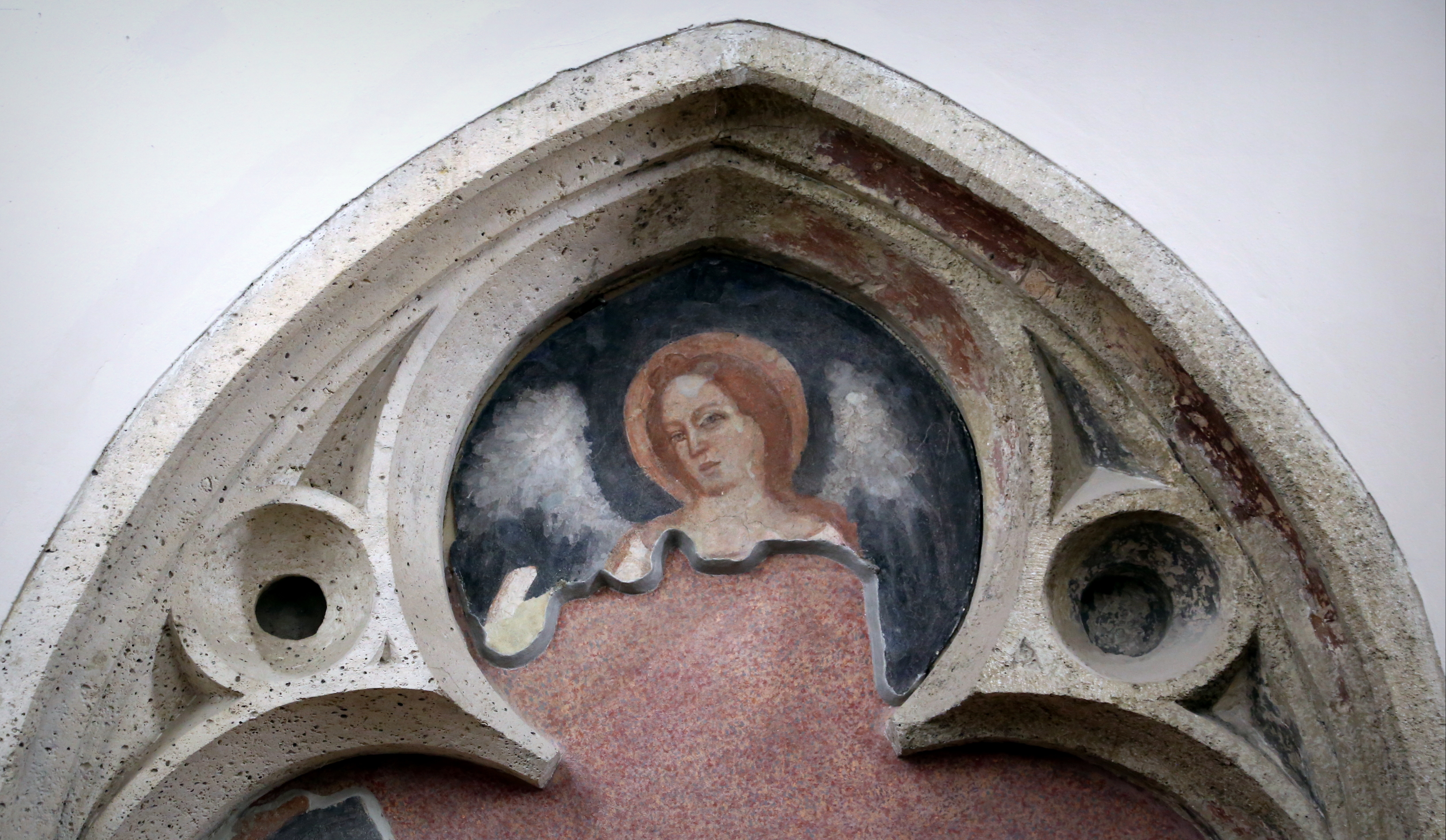
Középkori freskótöredék a szentélyben
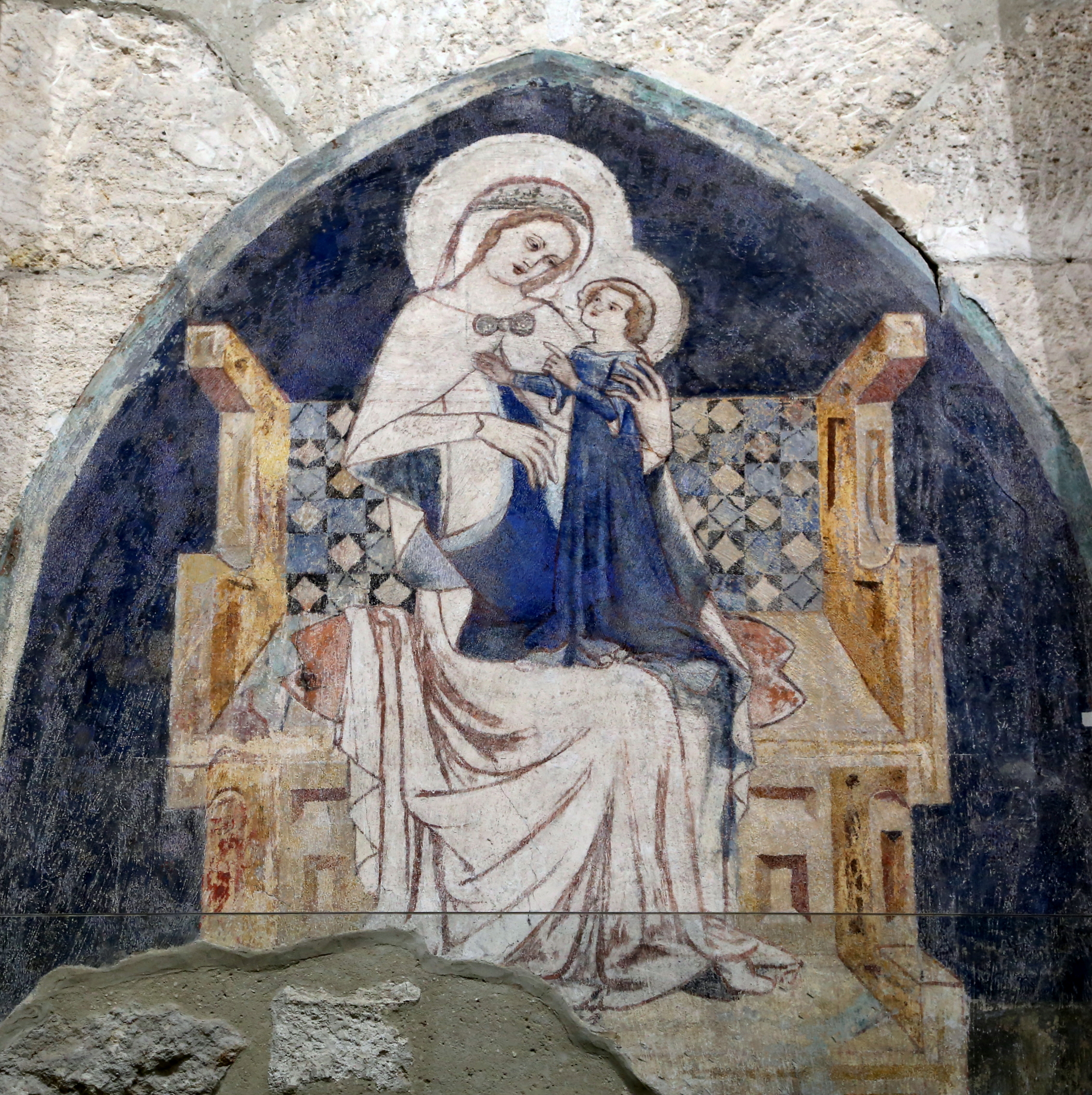
XIV. századi Trónoló Madonna-freskó
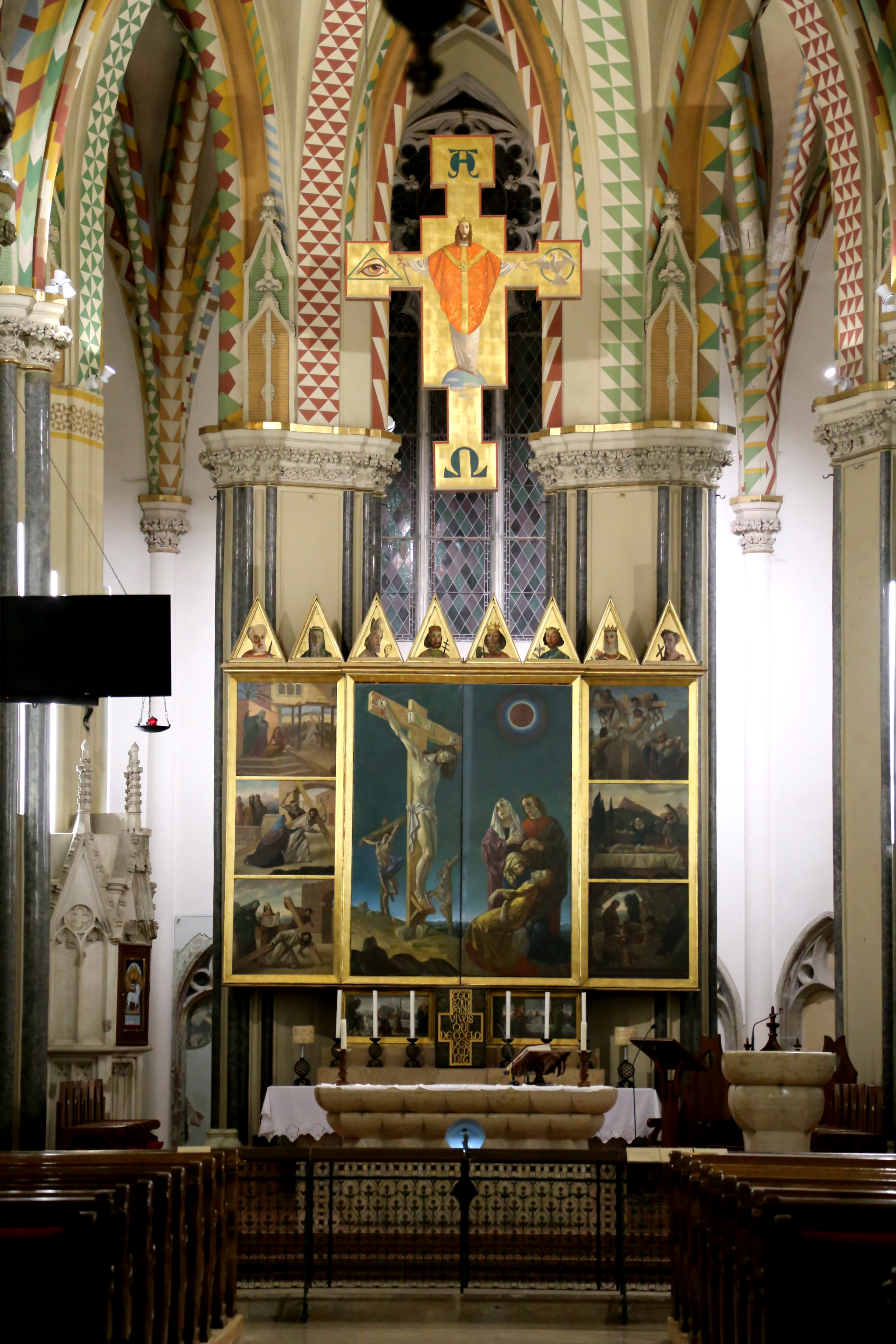
A főoltáron Molnár C. Pál festménye
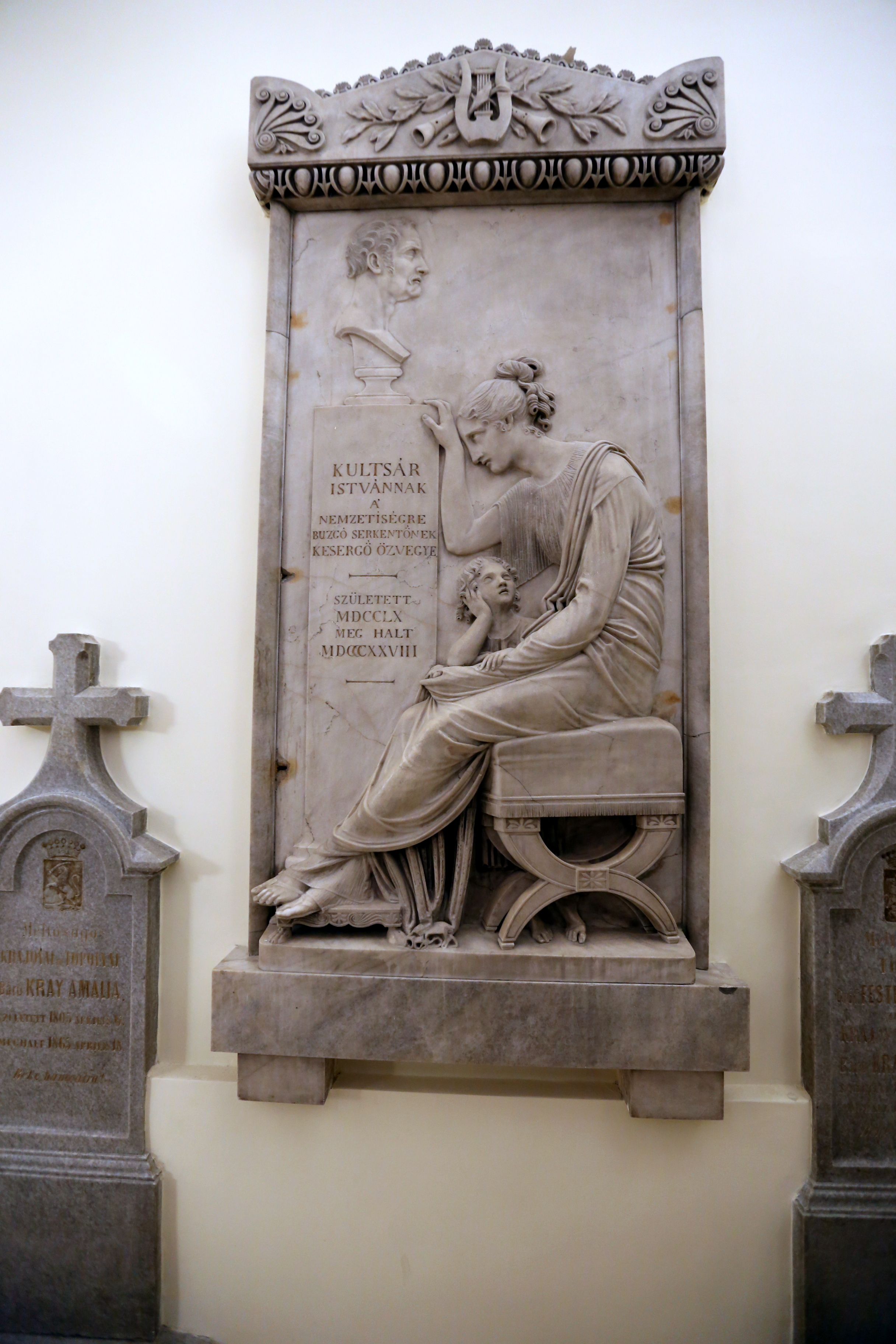
Kultsár István író síremléke – Ferenczy István alkotása
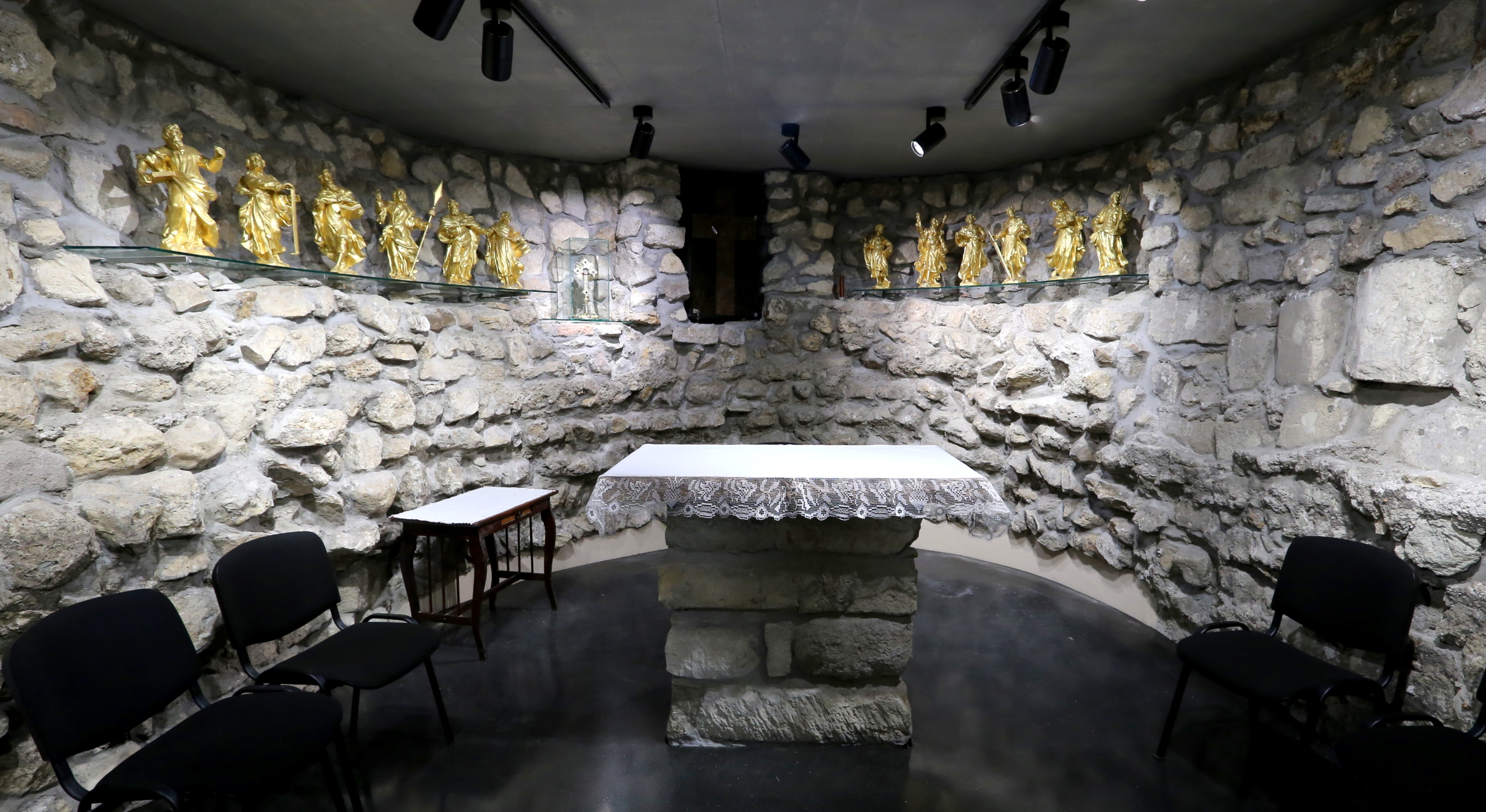
Altemplom (2017)
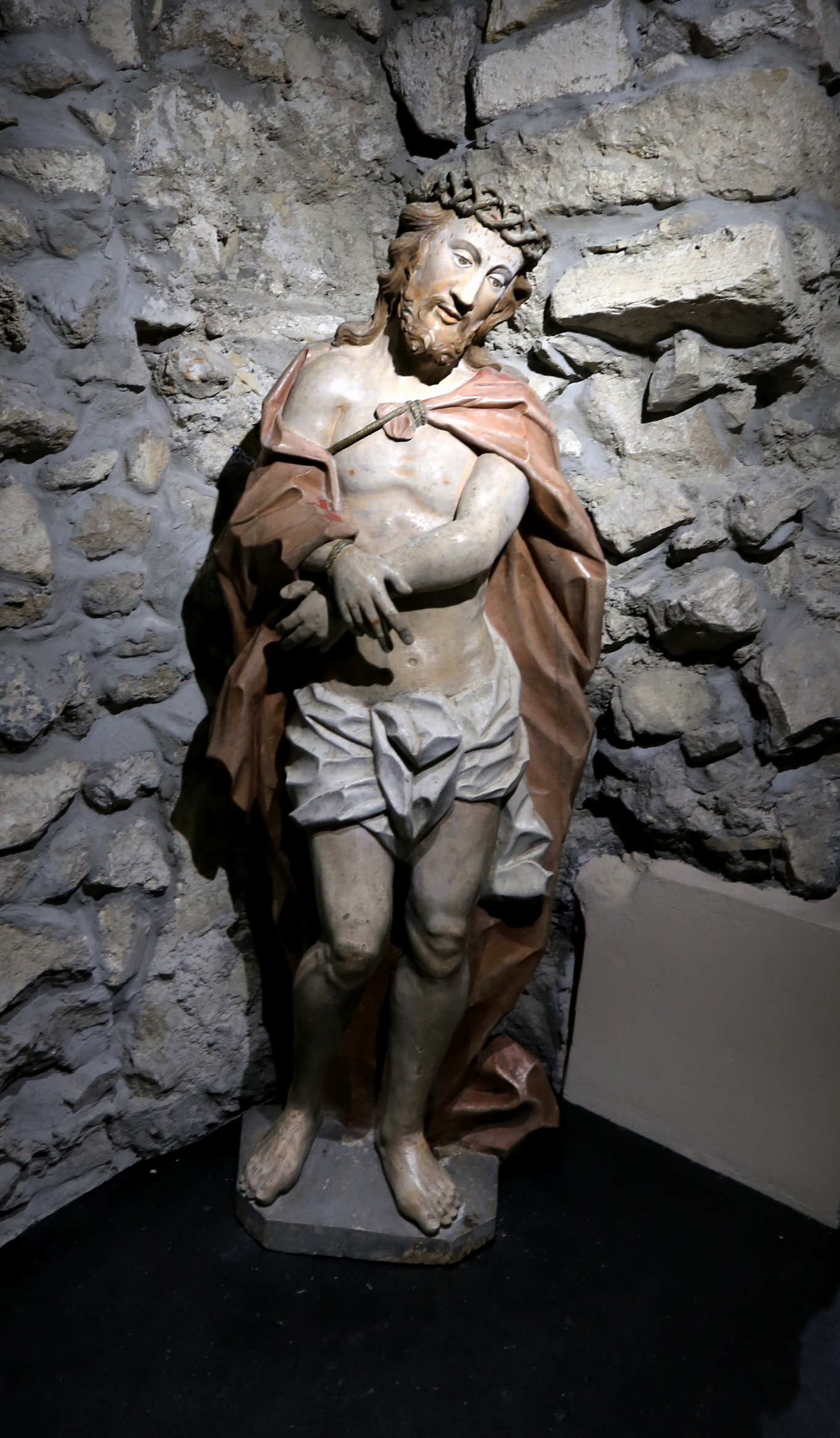
Fájdalmas Jézus-szobor
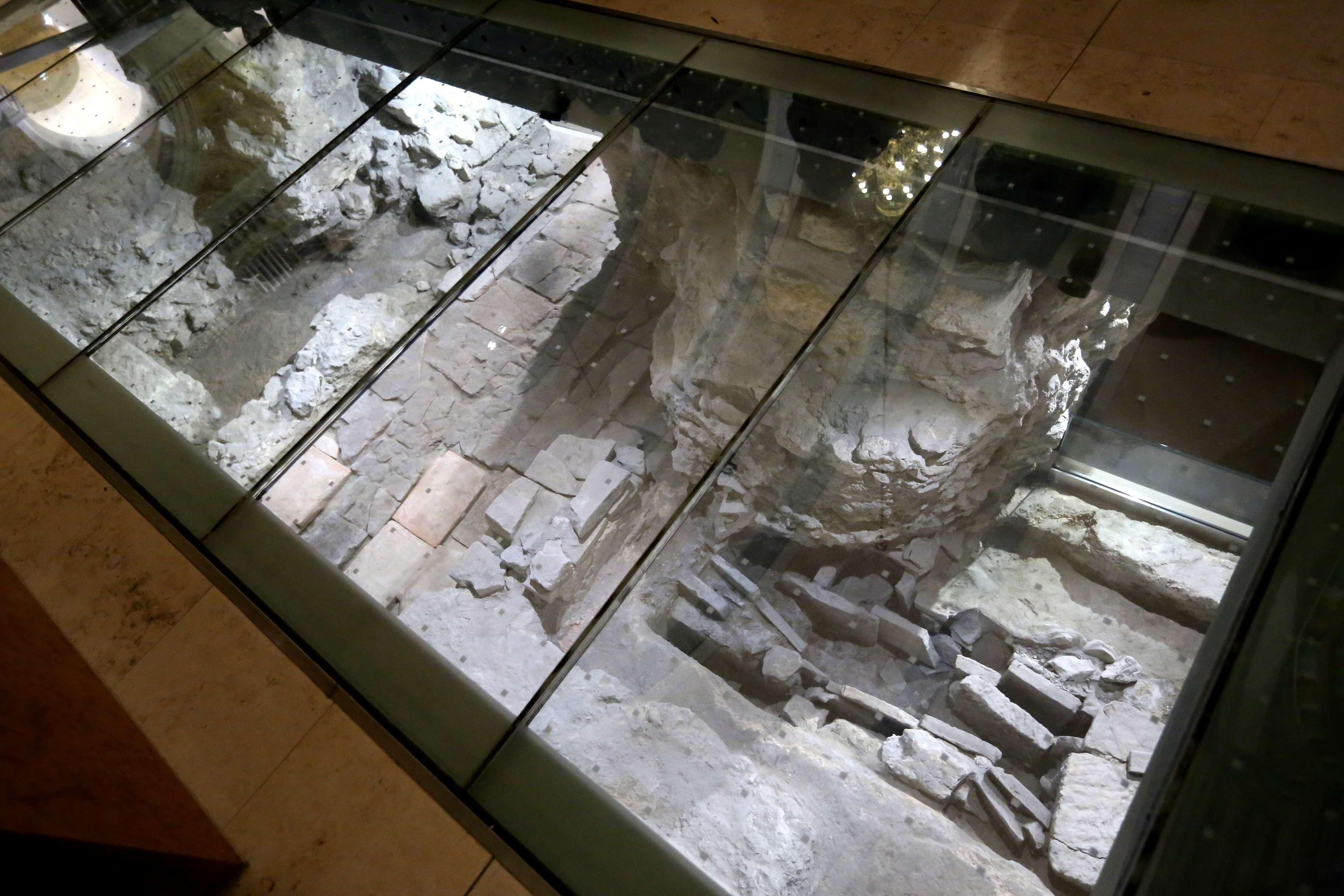
Római- és középkori maradványok a templom padlószintje alatt
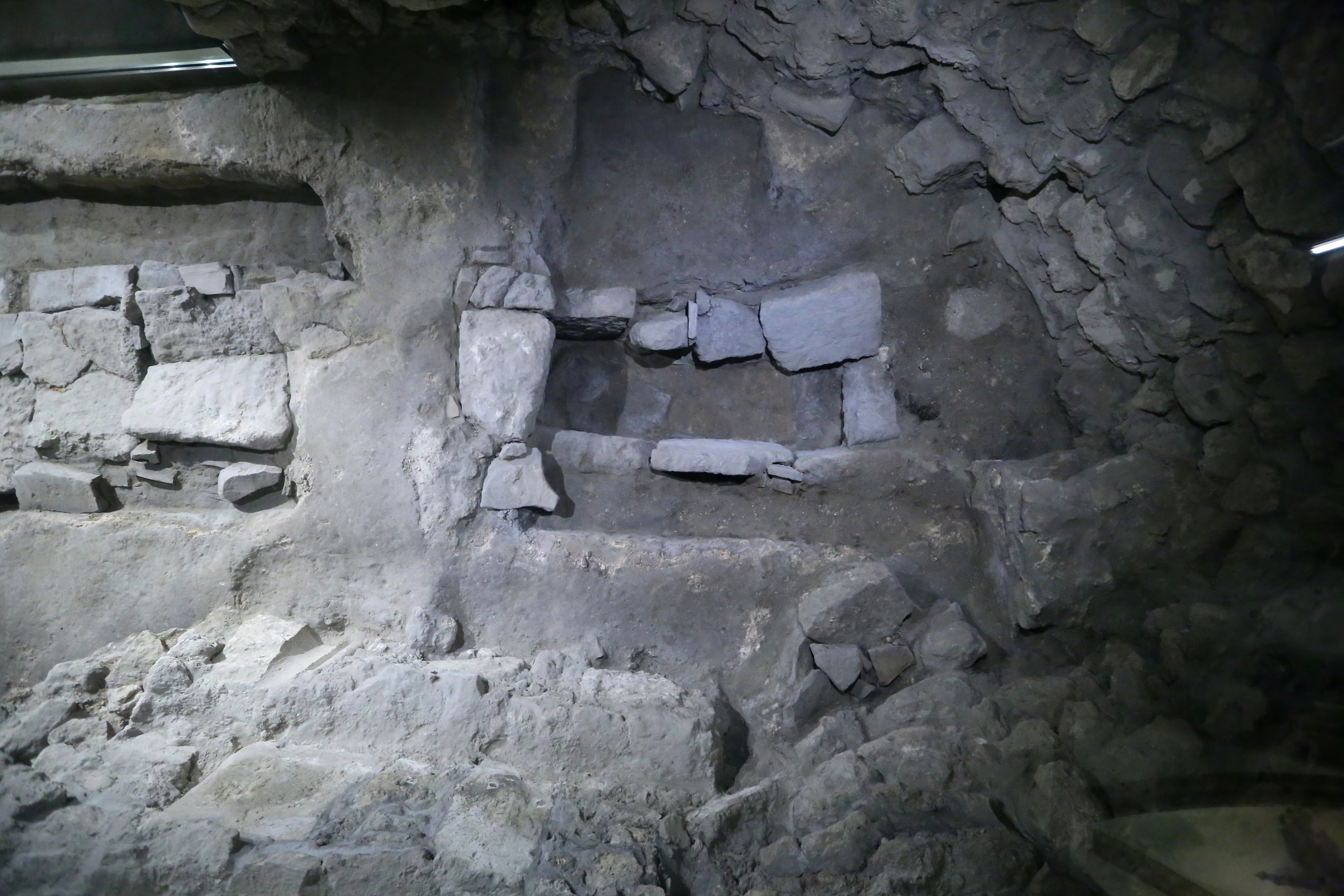
Római- és középkori maradványok